# Xenorophus
Xenorophus és un gènere extint de cetacis basals de la família dels xenoròfids que visqueren durant l'Oligocè, fa entre 23 i 33,9 milions d'anys. Se n'han trobat restes fòssils a l'Azerbaidjan i els Estats Units. Les espècies d'aquest grup tenien deu dents i eren heterodontes. Així com el rostre estava bastant especialitzat, el crani en general era primitiu. Eren força més grosses que Archaeodelphis. Encara que, en termes absoluts, eren un xic més grosses que Albertocetus, les proporcions generals eren les mateixes. Morfològicament, eren semblants als dofins.